# Mamadou Diawara

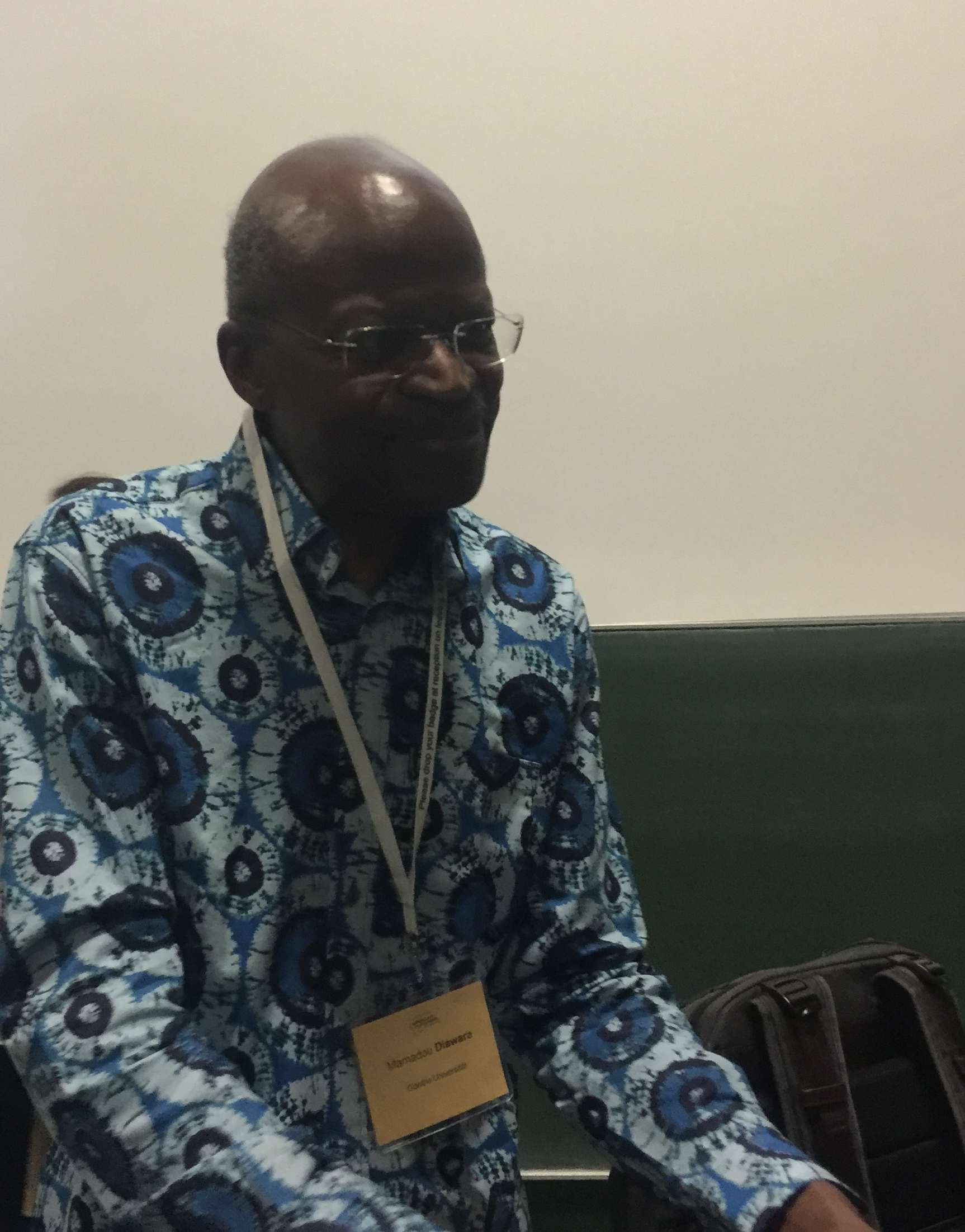
Mamadou Diawara (2023)

Mamadou Diawara (* 1954 in Nioro du Sahel, Mali) ist ein Ethnologe und Historiker malischer Herkunft. Er ist Professor am Institut für Ethnologie an der Johann Wolfgang Goethe-Universität Frankfurt am Main sowie stellvertretender Direktor des Frobenius-Instituts und Direktor von Point Sud, Forschungszentrum für lokales Wissen in Bamako (Mali).

## Biographie
Mamadou Diawara studierte an der École Normale Supérieure in der malischen Hauptstadt Bamako, wo er 1977 mit Diplom abschloss. Von 1978 bis 1980 leitete er die Abteilung für Geschichte und Archäologie am Institut des Sciences Humaines in Bamako. Anschließend ging er zum weiteren Studium der afrikanischen Geschichte und Sozialanthropologie nach Paris ans Zentrum für Afrikastudien der École des hautes études en sciences sociales (EHESS) und ans Zentrum für Afrikaforschung der Université Paris 1 Panthéon-Sorbonne. Nach einem 1981 abgeschlossenen Diplôme d’études approfondies (DEA) promovierte er 1985 an der EHESS mit einer Arbeit im Fach Anthropologie und Geschichte mit dem Thema „Soziale und politische Dimension der mündlichen Überlieferungen im Königreich Jaara (Mali) vom 15. bis zur Mitte des 19. Jahrhunderts“.
Diawara lehrte und forschte als Gastprofessor am Centre of West African Studies der University of Birmingham (1988/89), als Lehrbeauftragter für Ethnologie an der Université de Fribourg-Miséricorde (Schweiz), als wissenschaftlicher Angestellter im Sonderforschungsbereich 268 (Kulturentwicklung und Sprachgeschichte im Naturraum westafrikanische Savanne) in Frankfurt am Main (1990/91), als Gastprofessor an der Universität Bayreuth (1991–1994 und 1995–1996). 1994/95 war er Fellow am Wissenschaftskolleg Berlin, 1996 Gastprofessor an der EHESS in Paris und 1996/97 Henry Hart Rice Visiting Professor für Anthropologie und Geschichte an der Yale University.
Während einer weiteren Gastprofessur am Lehrstuhl für Ethnologie der Universität Bayreuth (1997–1999) habilitierte er sich dort 1998 mit einer Schrift zur „Anthropologie des Diskurses in den sogenannten dominierten Gruppen in der Sahelzone“ unter dem Titel L’empire du verbe et l’éloquence du silence („Das Reich des Wortes und die Beredsamkeit des Schweigens“). Im gleichen Jahr gründete er mit Finanzierung der Volkswagen Stiftung gemeinsam mit Kollegen und Freunden aus Deutschland, Österreich und Mali, ein Forschungszentrum für lokales Wissen in Bamako (Mali), dessen Direktor er ist. Von 1999 bis 2002 war er als Oberassistent an der Universität Bayreuth tätig, dann war er bis 2003 Associate Professor (mit Tenure-Track) an der University of Georgia in Athens (USA).
Mamadou Diawara wurde 2004 als Professor für Historische Ethnologie an das Institut für Ethnologie der Goethe-Universität Frankfurt berufen. Er ist der erste afrikanische Ethnologe auf einem Lehrstuhl in Deutschland. 2010 wurde er mit dem John G. Diefenbaker Award der Universität Laval (Kanada) ausgezeichnet. Zudem war er 2015/16 Resident des Institut d’Études Avancées (IEA) von Nantes (Frankreich). Im Wintersemester 2020/2021 war er Fellow am Stellenbosch Institute for Advanced Studies (STIAS) der Universität Stellenbosch in Südafrika.
2022 wurde Diawara zum korrespondierenden Mitglied der British Academy gewählt.

## Forschungsschwerpunkte und Projekte
Zu seinen Forschungsgebieten gehören Medien, Urheberrecht, Migration, Geschichte, mündliche Überlieferung und lokales Wissen in Subsahara-Afrika. Er hat mehrere, auf Nachwuchswissenschaftler aus Afrika gerichtete Forschungsförderungsprojekte mitinitiiert und engagiert sich in Programmen zur Kooperationsförderung zwischen Wissenschaftlern aus Afrika und dem Rest der Welt.
Unter der Leitung von Mamadou Diawara fördert das von der Deutschen Forschungsgemeinschaft finanzierte Programm Point Sud seit 2008 auf Afrika bezogene geistes- und sozialwissenschaftliche Veranstaltungen. Diese werden von einem wissenschaftlichen Lenkungsgremium durch eine jährliche Ausschreibung ausgewählt. Ziel des Programms ist der Austausch und die Vernetzung von Wissenschaftlern aus Deutschland, Afrika und anderen Teilen der Welt sowie die Förderung des wissenschaftlichen Nachwuchses.
Zusammen mit Elísio Macamo von der Universität Basel hat Mamadou Diawara die „Pilot African Postgraduate Academy“ (PAPA) ins Leben gerufen. Das von der Gerda Henkel Stiftung geförderte Projekt richtet sich an Nachwuchswissenschaftler, die ihre Doktorarbeit kürzlich abgeschlossen haben und an Universitäten in Afrika arbeiten. Ziel ist es, unter ihnen ein Verständnis für den Wert der Wissenschaft um ihrer selbst willen zu vertiefen und ihr Interesse an konzeptioneller Grundlagenforschung zu fördern.
In Zusammenarbeit mit vier Partnerinstitutionen leitet Mamadou Diawara zudem das internationale Forschungskolleg Maria Sibylla Merian Institute for Advanced Studies in Africa (MIASA) an der Universität Ghana in Legon, Accra. Das aus Mitteln des Bundesministeriums für Bildung und Forschung finanzierte Institut setzt sich für den Abbau globaler Asymmetrien in der Wissensproduktion und eine stärkere Zusammenarbeit von Forschenden aus dem anglophonen und dem frankophonen Afrika ein.
Von 2007 bis 2019 war Diawara Principal Investigator des Exzellenzcluster 243 „Die Herausbildung normativer Ordnungen“ an der Goethe-Universität. Von 2013 bis 2019 war er zudem Mitglied von AFRASO, einem interdisziplinären und transregionalen Verbundprojekt der Goethe-Universität Frankfurt, das die neuen Beziehungen zwischen den beiden Kontinenten Afrika und Asien in vergleichender und transregionaler Perspektive untersucht.
Seine ethnographischen Feldforschungen führte er in Mali, Frankreich, Mauretanien, Indonesien und Thailand durch. Mamadou Diawara ist Herausgeber und Autor zahlreicher Publikationen zu Urheberrecht, Migration, mündliche Überlieferung und lokales Wissen in Subsahara-Afrika. Sein derzeitiges Forschungsinteresse gilt insbesondere den Themen Lokale Medien und Westliche Medien im Kontext der Oralität.

## Publikationen (Auswahl)
Monographien (Auswahl)
- L’empire du verbe et l’éloquence du silence. Vers une anthropologie du discours dans les groupes dits dominés au Sahel. Köln: Rüdiger Köppe, 2003
- La graine de la parole. Stuttgart: Steiner Verlag, 1990

Herausgeberschaft (Auswahl)
- „Der Blick Afrikas auf Europa“. In: Michael Hohmann, Pierre Monne (eds.): Café Europa: Vorträge und Debatten zur Identität Europas. Wallstein; 1. Edition (30. November 2022), pp. 161–172, ISBN 3-8353-5251-2
- „Seeing like scholars. Whose exile? Making a life, at home and abroad.“ In: Ross Anthony and Uta Ruppert (eds.) Reconfiguring Transregionalisation in the Global South. African-Asian Encounters, Palgrave Macmillan, 2020: 197–222.
- „Normes étatiques et pratiques locales en Afrique subsaharienne : entre affrontement et accommodement“. Paris: Éditions Manucius 2019, ed. with Ute Röschenthaler.
- Translation revisited: contesting the sense of African social realities, Cambridge: Cambridge Scholars Publishing 2018, ed. with Jean-Bernard Ouédraogo und Elísio S Macamo.
- „Copyright Africa: How Intellectual Property, Media and Markets Transform Immaterial Cultural Goods“. Canon Pyon: Sean Kingston Publishing 2016, ed. with Ute Röschenthaler.
- Heinrich Barth et l’Afrique. Köln: Rüdiger Köppe, 2006, ed. with Paulo Fernando de Moraes Farias and Gerd Spittler.
- „Colonial Appropriation of Local Knowledge.“ In: Peter Probst und Gerd Spittler (ed.), Between Resistance and Expansion. Explorations of local Vitality in Africa. Münster: LIT, Rochester: Transactions Publishers 2004, 273 293.

Artikel (Auswahl)
- La bibliothèque coloniale, la propriété intellectuelle et la romance du développement en Afrique. Canadian Journal of African Studies, vol. 48 (3), pp. 445 461 (2014)
- mit Hiernaux, Pierre &Fabrice Gangneron : Quelle accessibilité aux ressources pastorales du Sahel ? L'élevage face aux variations climatiques et aux évolutions des sociétés sahéliennes. Afrique contemporaine, vol. 249 (1), pp. 21-35 (2014)
- Die Jagd nach den Piraten. Zur Herausbildung von Urheberrechten im Kontext der Oralität im subsaharischen Afrika. Sociologus vol. 61 (1), pp. 69 89 (2011)
- Development and administrative norms: The Office du Niger and decentralization in French Sudan. Africa, vol. 81 (3), pp. 434 454 (2011)
- L’osmose des regards : Anthropologues et historiens au prisme du terrain. Cahiers d'Études Africaines, vol. 198-200, pp. 471-505 (2010)
- mit Pierre Hiernaux et al : Sahelian rangeland response to changes in rainfall over two decades in the Gourma region, Mali. Journal of Hydrology, vol. 375 (1–2), 114-127 (2009)
- Globalization, Development Politics and Local Knowledge. International Sociology, vol. 15(2), pp. 361–371 (2000)
- Dieu d’eau, eau du barrage. Les populations du plateau dogon face aux contraintes: pluviométrie, terre et démographie. Africa 67 (4) (1997): 602 624.
- Le griot mande à l'heure de la globalisation (The Manding Bard and Globalization). Cahiers d'Études Africaines, vol. 36, cahier 144, Mélanges maliens (1996), pp. 591-612
- Les recherches en histoire orale menées par un autochtone, ou L'inconvénient d'être du cru (Aboriginal Research in Oral History: The Plight of the Native Son). Cahiers d'Études Africaines, vol. 25, cahier 97 (1985), pp. 5-19